# Tanjung Batu Kecil
Tanjung Batu Kecil is een bestuurslaag in het regentschap Karimun van de provincie Riau-archipel, Indonesië. Tanjung Batu Kecil telt 1.413 inwoners (volkstelling 2010).